# Crotophaga major
Crotophaga major là một loài chim trong họ Cuculidae.
Đây là một loài sinh sản từ Panama và Trinidad qua vùng nhiệt đới Nam Mỹ đến miền bắc Argentina. Nó đôi khi được gọi là con cu đen.
Loài chim này được tìm thấy trong các đầm lầy ngập mặn, rừng cây bán mở gần nước và các cạnh của rừng. Đây là một loài di cư theo mùa ở ít nhất một số phần của phạm vi của chúng.
Ani lớn hơn dài khoảng 48 cm và nặng 170 g. Con trưởng thành chủ yếu có màu đen bóng, với đuôi dài, mỏ đen có rìa lớn và mống mắt màu trắng. Chim chưa trưởng thành có mống mắt tối.
Đây là một loài luôn được tìm thấy trong các nhóm ồn ào. Ani lớn hơn ăn côn trùng lớn và thậm chí thằn lằn và ếch.

## Hình ảnh

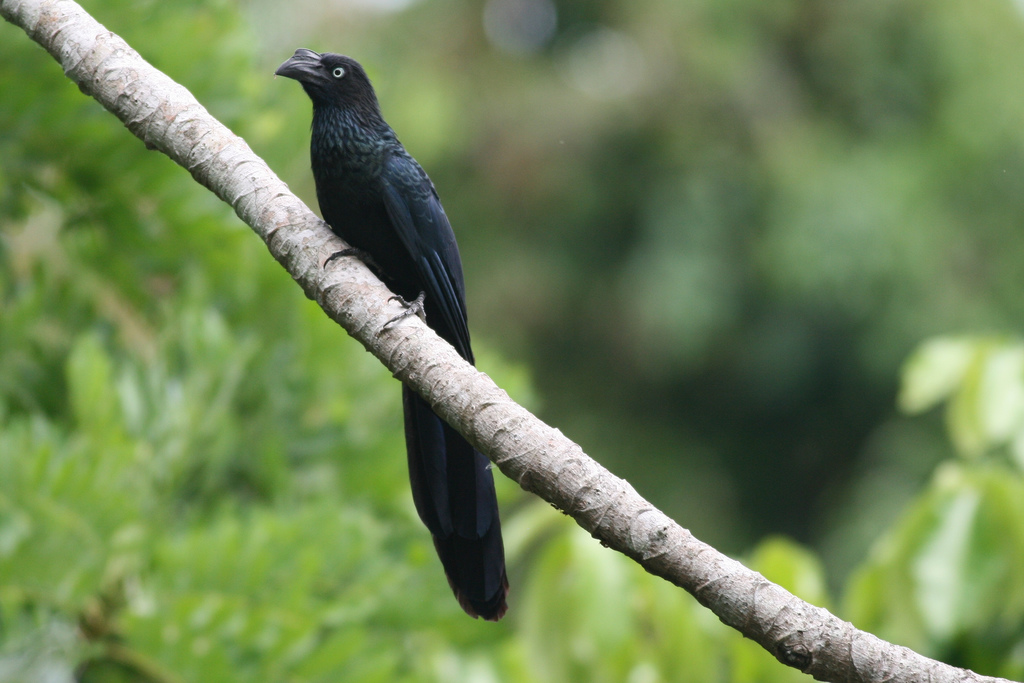